# Коуа чубатий
Ко́уа чубатий (Coua cristata) — вид зозулеподібних птахів родини зозулевих (Cuculidae). Ендемік Мадагаскару.

## Опис

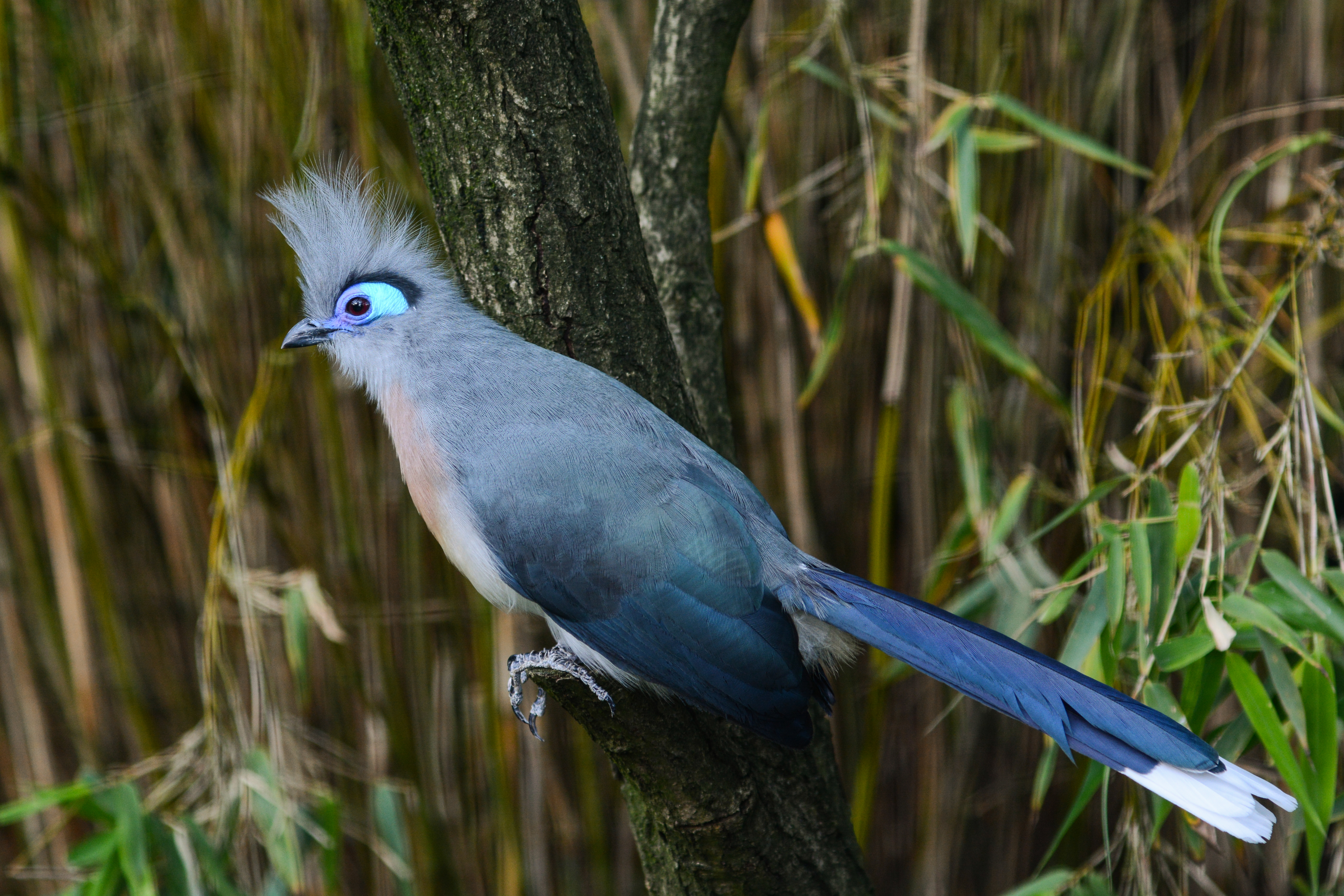
Чубатий коуа

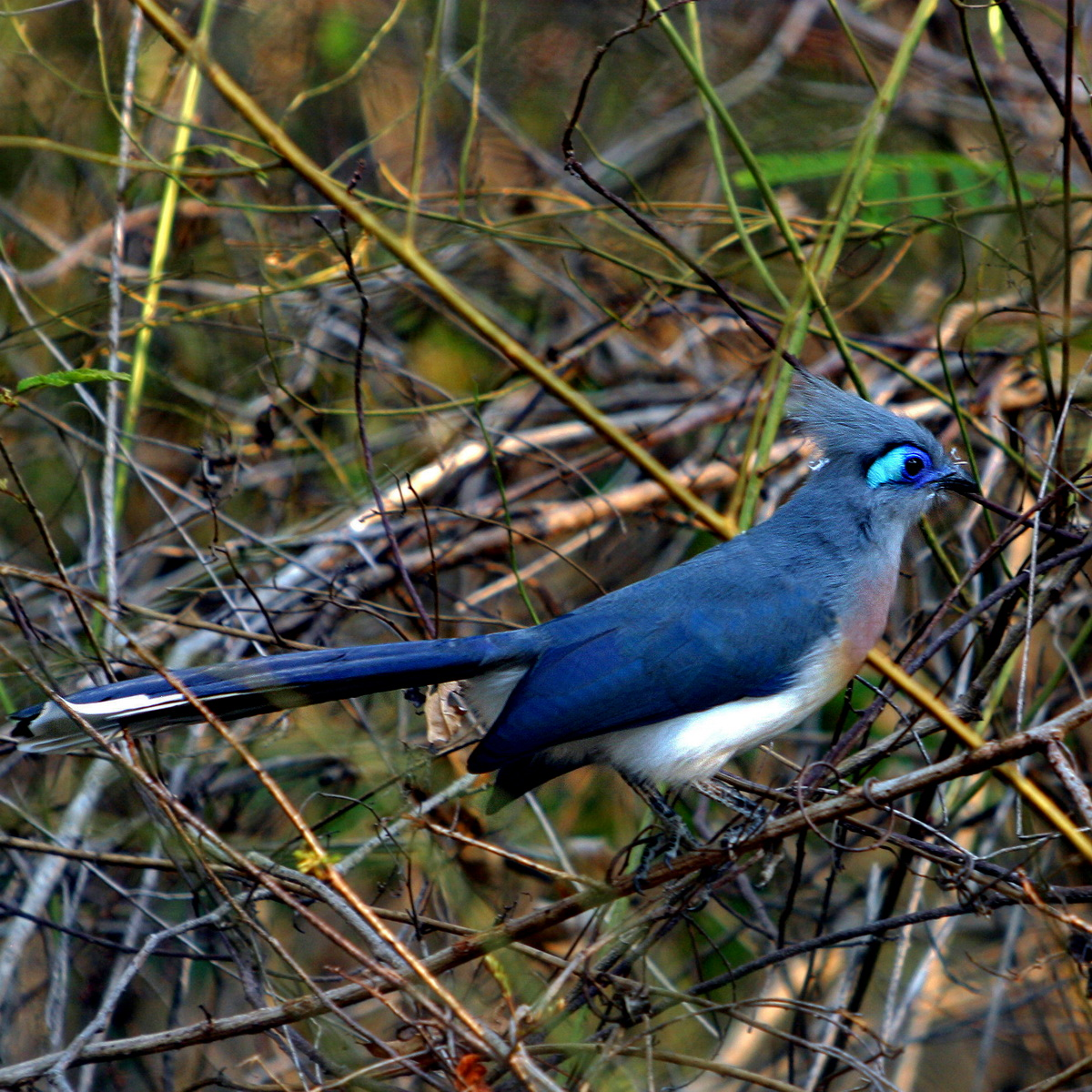
Чубатий коуа

Довжина птаха становить 30-44 см. Виду не притаманний статевий диморфізм. Голова і шия світло-сірі, спина і короткі, округлі крила зеленувато-сірі або темно-сірі. Хвіст довгий, фіолетово-синій, блискучий, стернові пера мають білі кінчики. Груди світло-рудувато-коричневі, решта нижньої частини тіла біла. На голові помітний сірий чуб. Навколо очей плями голої шкіри, окаймлені чорним пір'ям. Перед очима шкіра фіолетова або синя, за очима світло-блакитна. Дзьоб і лапи чорні. Молоді птахи мають дещо блідіше забарвлення, чуб на голові у них коротший, кільця навколо очей відсутні. У пташенят при народженні на внутрішній стороні дзьоба є помітні червоно-білі мітки, які, імовірно, допомагають батькам при годуванні.

## Підвиди
Виділяють чотири підвиди:
- C. c. cristata (Linnaeus, 1766) — північне і східне узбережжя Мадагаскару (від Махадзанги до Фарафанґани[en]);
- C. c. dumonti Delacour, 1931 — захід центрального Мадагаскару (від Махадзанги до Мурундави, між річками Цірібіхіна[en] і Мангокі);
- C. c. pyropyga Grandidier, A, 1867 — південний захід Мадагаскару (від Мурундави до Туліари);
- C. c. maxima Milon, 1950 — південний схід Мадагаскару (район Толанаро).

Деякі дослідники виділяють підвид C. c. pyropyga у окремий вид Coua pyropyga.

## Поширення і екологія
Чубаті коуа є найбільш поширеними представниками свого роду. Вони живуть в сухих і вологих тропічних лісах, рідколіссях, саванах, сухих чагарникових заростях, пальмових гаях і мангрових заростях. Зустрічаються на висоті до 800 м над рівнем моря, на півночі острова місцями на висоті до 1150 м над рівнем моря. Ведуть переважно деревний спосіб життя, зустрічають зграйками по 3-5 птахів. Чубаті коуа є всеїдними птахами, живляться безхребетними, дрібними хребетними, плодами, ягодами, листям, насінням тощо. Вони є моногамними птахами та не практикують гніздовий паразитизм. Сезон розмноження триває з вересня по березень. Гніздо робиться з гілок, розміщується на дереві або в чагарниках. В кладці 2 білих яйця. І самці, і самці насиджують кладку і доглядають за пташенятами. Пташенята покидають гніздо через 2 тижні після вилуплення. За сезон може вилупитися кілька виводків. Тривалість життя чубаих коуа в неволі становить 15 років.